# Olyras translucens
Olyras translucens är en fjärilsart som beskrevs av William Chapman Hewitson 1872. Olyras translucens ingår i släktet Olyras och familjen praktfjärilar. Inga underarter finns listade i Catalogue of Life.